# Bérimund
Bérimund (en latin : Berimundus) est un prince ostrogoth de la première moitié du Ve siècle, cité par Jordanès.
Membre de la dynastie sacrée des Amales, Bérimund est le fils de Thorismund et le descendant direct du dieu Gaut.
Jordanès raconte qu'il abandonna les Ostrogoths, alors soumis aux Huns, pour rejoindre les Wisigoths installés dans le sud-ouest de la Gaule. Jordanès ajoute que Bérimund cacha son appartenance à la race des Amales, « sachant bien que ceux qui règnent regardent toujours avec défiance les descendants de rois », et « se résigna donc à vivre ignoré, pour ne pas troubler l'ordre établi ». Le roi wisigoth Théodoric, membre des Balthes, le reçut lui et son fils Widéric avec de grands honneurs, l'admettant à son conseil et le faisant manger à sa table ; « et ce n'était point à cause de sa noblesse, qu'il ignorait, précise Jordanès, mais en considération de son courage et de la force qui lui était commune avec sa nation, et qu'il ne pouvait pas cacher ».
Bérimund est le grand-père d'Eutharic, qui épousera la princesse ostrogothe Amalasonthe, fille du roi Théodoric le Grand, « réunissant ainsi, écrit Jordanès, la race des Amales, divisée depuis longtemps ».

## Sources primaires
- Jordanès, Histoire des Goths, , XIV, XXXIII, XLVIII.